# Kurosawaia
Kurosawaia  (лат.) — род жуков-златок.

## Распространение
Ориентальная область, Океания (Фиджи: Viti Levu), Палеарктика (Япония, Bonin Islands).

## Описание
Маленькие (около 6 миллиметров) продолговатые, яркие жуки металлического цвета. Верхняя часть тонко опушенная. Голова округлая, короткая и широкая. Переднеспинка округлая, в плотной и довольно сильной пунктировке. Надкрылья имеют мелкие пунктирные линии. Бронзового цвета златки.  (фотография).

## Систематика
Известно 2 вида. Род относится к трибе Thomassetiini Bellamy, 1987 (Buprestinae).
- Род Kurosawaia Tôyama & Ohmomo, 1985 [2]
  - Kurosawaia iridinota Bellamy 1990
  - Kurosawaia yanoi (Kurosawa, 1963) (=Philanthaxia yanoi Kurosawa, 1963).